# Федерација спортова на леду Шпаније
Федерација спортова на леду Шпаније, ФЕДХ (шп. Federación Española de Deportes de Hielo (FEDH)) кровна је спортска организација задужена за промоцију и организацију такмичења у спортовима на леду на територији Краљевине Шпаније. Под ингеренцијом савеза су хокеј на леду, карлинг, уметничко клизање, брзо клизање, скелетон, боб и санкање.
Седиште Савеза налази се у граду Барселони.

## Хокеј на леду у Шпанији
Шпанија је била једна од првих европских земаља у којима је почео да се игра хокеј на леду. Почетком прошлог века амерички и канадски хокејашки радници су одржавали бројне демонстрационе програме у Мадриду на којима су презентовали правила и начин игре. У то доба је у престоници Шпаније отворена и ледена дворана са вештачким ледом (тек друга у Европи). Почетком 1920-их година у земљи су постојала 4 клуба на чију иницијативу је почетком 1923. основана и национална федерација.
Федерација хокеја на леду Шпаније основана је као подсавез националне Федерације спортова на леду, а пуноправним чланом Међународне хокејашке федерације постаје 10. марта 1923. године.
Током 1970-их година бројни фудбалски клубови су почели да оснивају и хокејашке секције, како у хокеју на леду тако и у хокеју на ролерима. Национална првенства играју се од 1972. године. Највиши ранг такмичења је национална суперлига коју чине од 4 до 6 клубова (у зависности од сезоне).
Земљу на међународној сцени представљају мушка и женска сениорска репрезентација, те мушке јуниорске селекције до 18 и до 20 година. Мушка репрезентација дебитовала је на међународној сцени у утакмици против селекције Белгије играној у Бањер де Лишону у Француској 21. децембра 1923. године. Шпанија је помало изненађујуће добила утакмицу са 6:4. Већ наредне године репрезентација је учествовала и на европском првенству у Милану. Шпанци су на тај турнир отпутовали са само 7 играча и већ у првом сусрету против Швајцарске повредила су се два играча. Да утакмица не би била прекинута и да би оба тима била у егалу, Швајцарци су добровољно наставили утакмицу са 5 играча (и победили са 12:0). На светским првенствима такмиче се од 1977. године.
Женска сениорска репрезентација дебитовала је на међународној сцени у пријатељској утакмици са селекцијом Баварске играној у Паризу 31. маја 2009. Шпанкиње су изгубиле са 1:10 што је до сада и највећи пораз у историји овог тима.

### Хокеј на леду у бројкама
Према подацима ИИХФ за 2013. на подручју Шпаније регистрована су укупно 854 играча који су се активно бавили хокејом на леду у 14 регистрованих клубова. Од тог броја њих 324 су се такмичили у сениорској (236 мушкарца и 88 жена), а 530 у јуниорској конкуренцији. Лиценцу националног судијског савеза поседовао је укупно 31 арбитар.
Спортску инфраструктуру чини 18 ледених дворана стандардних димензија и неколико отворених клизалишта у планинским пределима.

## Ингеренције ФЕДХ-а
Федерација спортова на леду Шпаније чланица је Шпанског олимпијског комитета (ЦОЕ), Међународне хокејашке федерације (ИИХФ), Светске клизачке федерације (ИСУ), Међународне карлинг федерације (ВЦФ), Међународне санкашке федерације (ФИЛ) и Светске боб федерације (ФИБТ).
Под ингеренцијом савеза су хокеј на леду, карлинг, уметничко клизање, брзо клизање, скелетон, боб и санкање.